# Bibracte (historische stad)

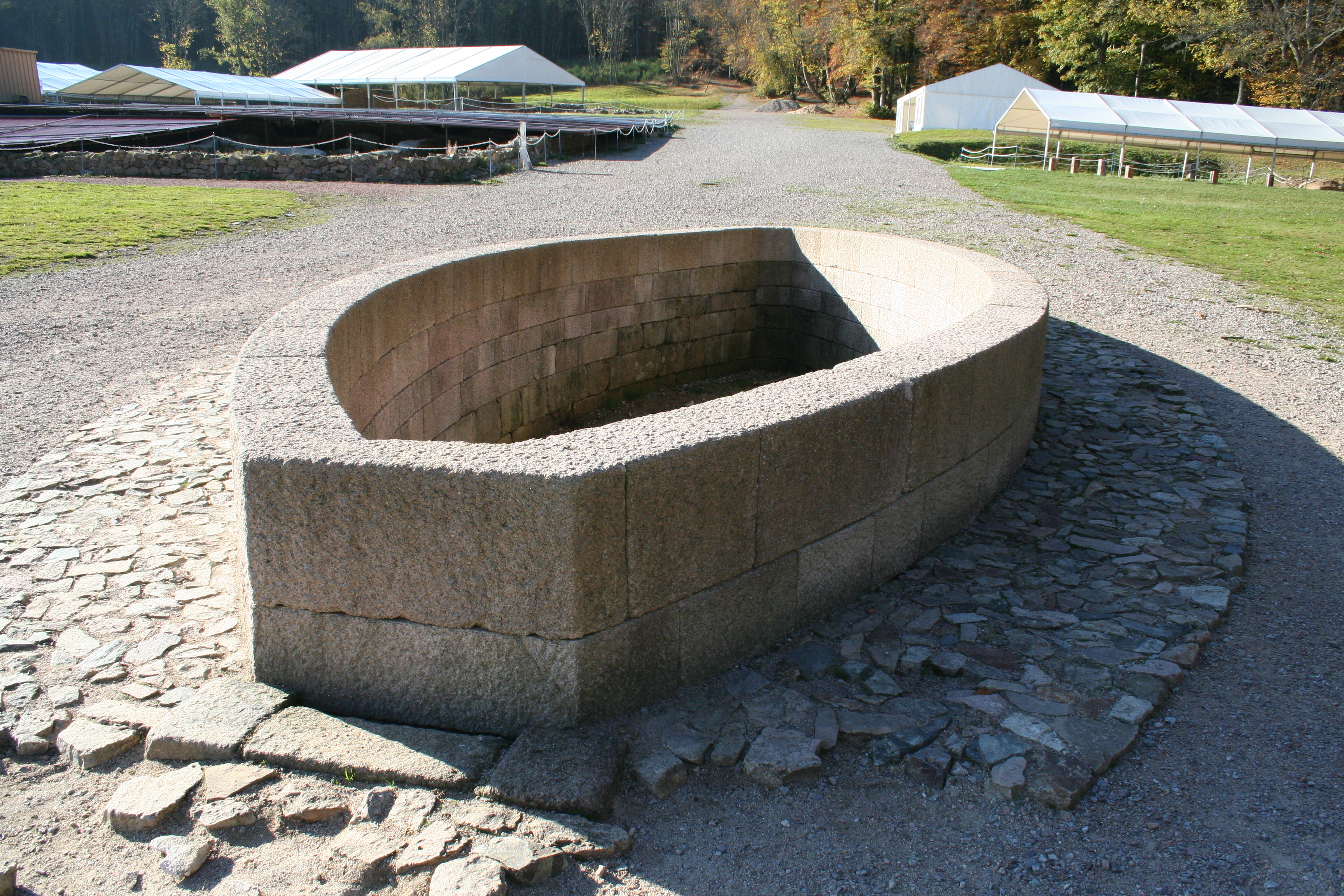
Dit monumentale waterbekken in Bibracte zou op het midden van de drukste weg van de stad hebben gelegen

Bibracte was de naam van een Gallische vestingstad (oppidum), geïdentificeerd met het huidige Mont Beuvray in de Franse bergstreek Morvan. De naam Bibracte betekent mogelijk dubbel versterkt. De plek kreeg het keurmerk Grand Site de France.

## Geschiedenis
Bibracte, gesticht op een van de toppen van de Haut-Morvan, was de hoofdstad van de machtige stam der Haedui. Het uitgestrekte oppidum werd vermoedelijk in de eerste helft van de 2e eeuw v.Chr. gebouwd, achter een dubbele rij versterkingen (een zogenaamde murus Gallicus) uit hout, steen en aarde. Van de 200 ha ommuurde ruimte waren er slechts 40 ha bebouwd. De resterende ruimte bood de gehele boerenbevolking uit de omgeving de mogelijkheid zich achter de wallen terug te trekken als er gevaar dreigde. In de woningen (met door houten palen gestutte aarden muren) woonden mogelijk 10.000 mensen.
Bibracte bevond zich op een kruispunt van handelswegen tussen het Keltische deel van Europa en het Middellandse Zeegebied. Archeologen vonden er munten uit verschillende windstreken. De hoofdstad van de Haedui was een belangrijk politiek, industrieel en religieus centrum, dat bekend was voor zijn metaalnijverheid. Het speelde in 52 v.Chr. een belangrijke rol in de Gallische Oorlog. De opstandige stammen hadden er Vercingetorix aangewezen om de gezamenlijke troepenmacht aan te voeren in de strijd tegen de Romeinse bezetters. De volgende winter begon Gaius Julius Caesar er met de redactie van zijn beroemde boek Commentarii de bello Gallico. 
Er ontstond een Gallo-Romeinse nederzetting met stenen huizen en een basilica. Maar bij het begin van onze tijdrekening werd Bibracte geleidelijk verlaten door zijn inwoners, die zich in steeds grotere aantallen vestigden in de nieuwe, door keizer Augustus gestichte stad Augustodonum (het huidige Autun). Maar ook nadat het oppidum door zijn inwoners verlaten was, werd er nog handel gedreven op de Mont Beuvray: tot in de 20e eeuw werden er op de eerste woensdag in mei jaarmarkten gehouden.

## Archeologie
De wetenschappelijke opgravingen op de Mont Beuvray begonnen midden 19e eeuw en werden in 1907 stopgezet. Vanaf 1984 werden ze echter hervat, op initiatief van de Franse president François Mitterrand, die uit de Morvan afkomstig was. Het oude stratennetwerk wordt geleidelijk hersteld, een gedeelte van de oude wallen is gerestaureerd.

### Museum
In Saint-Léger-sous-Beuvray werd in 1995 het Museum van Bibracte geopend, een museum gewijd aan de Keltische geschiedenis geopend. Op een oppervlakte van 1.600 m², verspreid over twee verdiepingen, wordt de geschiedenis van Bibracte getoond.